# Gjakmarrja
Gjakmarrja (także jako hakmarrja – dosł. „branie krwi”) – przewidziana Kanunem (albańskim niepisanym prawem, stosowanym w czasach plemiennych) krwawa rodowa zemsta. Prawo to zobowiązywało w przypadku zabójstwa (ale też zranienia czy znieważenia) członka rodziny (lub klanu) do odnalezienia jego sprawcy i dokonaniu na nim zemsty. Obowiązywała odpowiedzialność zbiorowa, toteż zemsta mogła dosięgnąć niekoniecznie sprawcę, ale również członka jego rodziny czy wspólnoty. Obowiązek zemsty spoczywał na męskim członku pokrzywdzonej rodziny, którego wiek i status odpowiadał mniej więcej pozycji społecznej zabójcy. Obowiązek ten był obligatoryjny i wymuszany przez wspólnotę. 
Jedną z zasad gjakmarrja było przysłowie, że „krew się nie starzeje”, więc zemsta mogła być wykonana nawet po kilkudziesięciu latach. Dokonana zemsta rodowa rodziła kolejną, co skutkowało wielopokoleniowymi często łańcuchami zabójstw.
Kanun przewidywał przerwanie łańcucha zemsty poprzez różne formy zadośćuczynienia: opłata pieniężna, opłata w formie nieruchomości, broni itp. Mediacje prowadziły osoby niezaangażowane w konflikt.
Kanun jako prawo został zniesiony w połowie lat 20. XX wieku w trakcie reformowania Albanii na wzór demokracji europejskich. Dopiero rządy komunistyczne po zakończeniu II wojny światowej podjęły skuteczne działania na rzecz likwidacji reliktów prawa zwyczajowego, które jednak w szczątkowej formie odrodziło się w latach 90. XX w. (w tym zasada zemsty krwawej).